# Рудка-Червинська

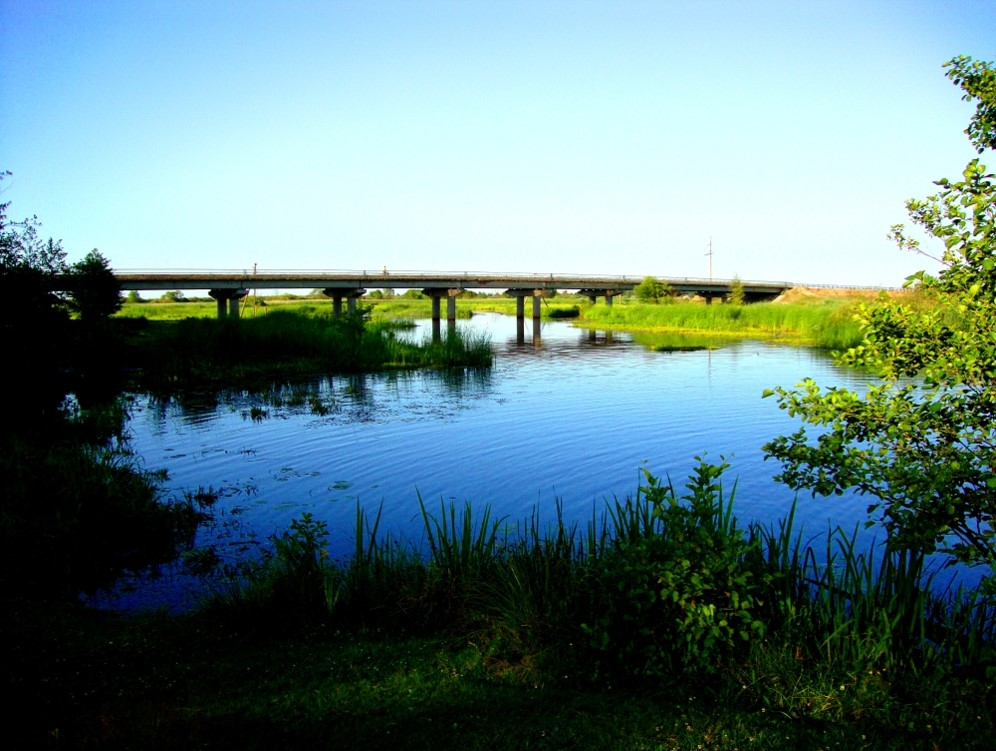

Рудка-Червинська — село в Україні, у Прилісненській сільській громаді Камінь-Каширського району Волинської області. Населення становить 573 особи.

## Походження назви
Сама назва Рудка-Червинська вказує на те, що в давні часи тут добували болотяну руду, яку промивали у воді в кошиках із лози, сушили, подрібнювали, завантажували в земляні печі, обмазані зсередини вогнетривкою глиною, добавляли деревне вугілля, розтоплювали й добували густу залізну масу, з якої виковували зброю, сокири, ножі. Цими та іншими знаряддями обмінювалися, торгували мешканці поселення на березі річки Стохід, яка служила ще й водним шляхом. Тодішніми дорогами через поселення перевозилися різні коштовності із срібла, складні побутові ремісничі вироби. Свідченням цього є знайдений поблизу Каменя-Каширського (в селі Качин) скарб, який став історичною цінністю й знаходиться нині в обласному музеї. Дослідники датують його IV — початком V століття н. е. Втаємниченою є для нас причина, чому півтори тисячі років тому скарб заховали, накривши ліпним горщиком.

## Люди
- Чирук Олександр Валерійович (1997-2022) – солдат Збройних Сил України, 14-ої окремої механізованої бригади імені князя Романа Великого. Загинув 1 грудня 2022 р. в населеному пункті Ямпіль, Донецької області.

## Населення
Згідно з переписом УРСР 1989 року чисельність наявного населення села становила 559 осіб, з яких 266 чоловіків та 293 жінки.
За переписом населення України 2001 року в селі мешкала 561 особа.

### Мова
Розподіл населення за рідною мовою за даними перепису 2001 року:
| Мова       | Відсоток |
| ---------- | -------- |
| українська | 99,48 %  |
| білоруська | 0,17 %   |
| молдовська | 0,17 %   |
| російська  | 0,17 %   |

## Цікаві факти
Один з найбільших дубів на Волині росте в с. Рудка-Червинська. Окружність його стовбура на півметровій висоті становить 5,65 метра, на висоті одного метра — 5 м.